# Cambia...
Cambia... es el sexto álbum editado por el grupo de música Smitten. fue lanzado al mercado en 2002.

## Canciones
El mismo contiene once temas inéditos anteriormente:
1. Crazy Song
2. Tu Sonrisa
3. The Fashion
4. Sentirme Bien
5. No Tanto Como Ayer
6. Ridicul Star
7. Intento
8. Nada
9. Perder la Fe
10. Otra Tarde Más
11. Is True

## Curiosidades
- El cuarto tema, "Sentirme bien", fue el corte difusión, del cual realizan su primer videoclip.
- Su tercer corte, The Fashion, mediante una letra escrita en inglés insulta a la moda en sí, y a los que la siguen.

## Músicos
- Paulo "Chuck" Lorea (voz y guitarra)
- Patrick Steve (voz y guitarra)
- Diego Filardo (bajo)
- Emiliano Pilaria (batería)

- Datos: Q5741785